# Hajdúszoboszlói gyógyfürdő
Hajdúszoboszlói gyógyfürdő – uzdrowisko znajdujące się w Hajdúszoboszló na Węgrzech; uruchomione w 1927 przez Ferenca Pávai-Vajnę. Jest wyposażone w liczne kąpieliska (wody termalne, 13 basenów, kryty aquapark).